# Victoria Pratt
Victoria Ainsle Pratt (Chesley, 18 dicembre 1970) è un'attrice canadese.
I suoi ruoli televisivi includono serie TV come Mutant X, mentre al cinema ha recitato in Cacciatori di zombi.

## Carriera
Pratt si è laureata in scienze umane alla York University di Toronto e ha poi lavorato in alcuni laboratori, testando gli atleti dei Toronto Maple Leafs, Winnipeg Jets e San Jose Sharks. Le è stata offerta anche una borsa di studio per diventare fisioterapista ma ha rifiutato. È anche coautrice di alcuni libri sul fitness ed ha allenato le future Divas della World Wrestling Entertainment Torrie Wilson e Trish Stratus.
Robert Kennedy, publisher di MuscleMag, l'ha convinta a diventare una attrice. Ha iniziato a recitare in alcune serie televisive come Once a Thief, Cleopatra 2525 e Mutant X.
Nel 2006, ha avuto un ruolo importante nella serie Day Break. Ma dei tredici episodi prodotti, soltanto i primi sei sono andati in onda, prima che il telefilm venisse cancellato.

## Filmografia

### Cinema
- Legacy, regia di T.J. Scott (1998)
- A tutti i costi (Whatever It Takes), regia di Brady MacKenzie (1998) - non accreditata
- The Mallory Effect, regia di Dustin Guy (2002)
- Cacciatori di zombi (House of the Dead 2), regia di Michael Hurst (2005)
- Comedy Hell, regia di Scott LaRose (2006)
- What Love Is, regia di Mars Callahan (2007)
- Brotherhood of Blood, regia di Michael Roesch e Peter Scheerer (2007)
- Away, regia di X. Dean Lim (2011)
- Soda Springs, regia di Michael Feifer (2012)
- Gabe the Cupid Dog, regia di Michael Feifer (2012)
- Dracano, regia di Kevin O'Neill (2013)
- Il Virginiano (The Virginian), regia di Thomas Makowski (2014)
- Terapia mortale (Patient Killer), regia di Casper Van Dien (2014)
- June, regia di L. Gustavo Cooper (2015)
- Inseguimento fatale (Deadly Pursuit), regia di John Murlowski (2015)
- Appuntamento con la morte (A Date to Die For), regia di John Murlowski (2015)
- Death Valley, regia di T.J. Scott (2015)
- La Migra, regia di Mark Maine (2015)
- The Last Heist, regia di Mike Mendez (2016)
- Ricatto ad alta quota (Turbulence), regia di Nadeem Soumah (2016)
- Lazer Team 2, regia di Daniel Fabelo e Matt Hullum (2017)
- Cops and Robbers, regia di Scott Windhauser (2017)
- Apache Junction, regia di Justin Lee (2021)
- Cavallerizzi disperati (Desperate Riders), regia di Michael Feifer (2022)
- Among Wolves, regia di Justin Lee (2023)

### Televisione
- Once a Thief: Brother Against Brother, regia di Allan Kroeker e David Wu – film TV (1997)
- Once a Thief – serie TV, 8 episodi (1998)
- Xena - Principessa guerriera (Xena: Warrior Princess) – serie TV, episodi 4x01-4x02 (1998)
- Once a Thief: Family Business, regia di T. J. Scott – film TV (1998)
- Forbidden Island – serie TV, episodio 1x01 (1999)
- First Wave – serie TV, episodio 2x21 (2000)
- Blacktop, regia di T. J. Scott – film TV (2000)
- Cleopatra 2525 – serie TV, 28 episodi (2000-2001)
- Mutant X – serie TV, 66 episodi (2001-2004)
- Assassinio al presidio (Murder at the Presidio), regia di John Fasano – film TV (2005)
- Hush, regia di Harvey Kahn – film TV (2005)
- Mayday, regia di T. J. Scott – film TV (2005)
- Kraken: Tentacles of the Deep, regia di Tibor Takács – film TV (2006)
- Her Fatal Flaw, regia di George Mendeluk – film TV (2006)
- Day Break – serie TV, 13 episodi (2006-2007)
- Hush Little Baby - Chi giace nella culla (Hush Little Baby), regia di Holly Dale – film TV (2007)
- Ghost Whisperer - Presenze (Ghost Whisperer) – serie TV, episodio 3x06 (2007)
- Journey to the Center of the Earth, regia di T. J. Scott – film TV (2008)
- Moonlight – serie TV, episodio 1x13 (2008)
- Life – serie TV, episodio 2x09 (2008)
- CSI - Scena del crimine (CSI: Crime Scene Investigation) – serie TV, episodio 9x11 (2009)
- Fear Itself – serie TV, episodio 1x13 (2009)
- Cold Case - Delitti irrisolti (Cold Case) – serie TV, episodio 6x18 (2009)
- NCIS - Unità anticrimine (NCIS) – serie TV, episodio 7x13 (2010)
- Mongolian Death Worm, regia di Steven R. Monroe – film TV (2010)
- Lie to Me – serie TV, episodio 3x10 (2011)
- Appuntamento a San Valentino (A Valentine's Date), regia di Michael Feifer – film TV (2011)
- Vendetta premeditata (A Nanny's Revenge), regia di Curtis Crawford – film TV (2012)
- Tornado F6 - La furia del vento (F6 Twister), regia di Peter Sullivan – film TV (2012)
- Castle – serie TV, episodio 5x10 (2013)
- L'incubo di mia figlia (A Daughter's Nightmare), regia di Vic Sarin e Vijay Sarin – film TV (2014)
- Hawaii Five-0 – serie TV, episodio 6x05 (2015)
- La figlia scomparsa (Campus Caller), regia di George Erschbamer – film TV (2017)
- Precious Things, regia di Max McGuire – film TV (2017)
- Caught, regia di T. J. Scott e John Vatcher – miniserie TV (2018)
- Hudson & Rex – serie TV, episodio 2x07 (2019)
- Heartland – serie TV, 25 episodi (2014-2019)

## Doppiatrici italiane
Nelle versioni in italiano delle opere in cui ha recitato, Victoria Pratt è stata doppiata da:
- Francesca Guadagno in Cleopatra 2525, Xena - Principessa guerriera
- Giò Giò Rapattoni in Ghost Whisperer - Presenze
- Franca D'Amato in Mutant X
- Tiziana Avarista in Cacciatori di Zombie
- Emanuela Baroni in CSI - Scena del crimine
- Valentina Mari in Cold Case - Delitti irrisolti
- Emanuela D'Amico in Criminal Minds
- Sabrina Duranti in Castle
- Roberta Pellini in Hush Little Baby - Chi giace nella culla
- Chiara Colizzi in Day Break
- Beatrice Margiotti in Fear Itself